# Gong! Mein spektrakuläres Leben
Gong! Mein spektrakuläres Leben ist eine zehnteilige Kinderserie, die im Oktober 2023 auf KiKa ausgestrahlt wurde.

## Inhalt
Im Mittelpunkt der Serie steht der Alltag der zehnjährigen Autistin Eileen, für die eine Klassenfahrt ansteht: Der absolute Horror. Deshalb braucht Eileen bis zur Abfahrt ganz schnell eine beste Freundin oder einen besten Freund, die oder der das gemeinsam mit ihr durchzieht. Das ist allerdings gar nicht so einfach, wenn es so viele Regeln dafür gibt, wie man sich überhaupt mit jemandem anfreundet. Auf ihrer Suche lernt Eileen Fred, Clara und Gabriel kennen. Die Vier wachsen auf ihre jeweils ganz eigene Art als Freundesgruppe zusammen und begeben sich gemeinsam auf das große Abenteuer Schullandheim.

## Auszeichnungen und Nominierungen
Die Sendung ist bei den International Emmy Awards 2024 in der Kategorie "KIDS - Live-Action" nominiert.